# The Legend of Zelda: Majora's Mask
The Legend of Zelda: Majora's Mask (ゼルダの伝説 ムジュラの仮面, Zeruda no Densetsu Mujura no Kamen) is het zesde deel van de populaire Zeldareeks, uitgebracht in 2000 voor de Nintendo 64. Het spel is later opnieuw uitgegeven voor de Gamecube als onderdeel van The Legend of Zelda: Collector's Edition. Tevens was het spel te downloaden voor de Nintendo Wii Virtual Console (via het Wii-winkelkanaal). In 2015 is er op de Nintendo 3DS een remake uitgekomen. 

## Gameplay
Majora's Mask heeft dezelfde 3D-omgeving als Ocarina of Time, maar zit anders in elkaar. De voorgaande delen (met uitzondering van Link's Awakening) speelden zich af in Hyrule, Majora's Mask speelt zich af in een alternatieve wereld genaamd Termina waar de Skull Kid onder invloed van het Majora-masker ervoor gezorgd heeft dat de maan zich binnen drie dagen op de planeet stort. De speler beleeft deze drie dagen meerdere keren door middel van tijdreizen, met behulp van de Ocarina of Time waarop de "Song of Time" wordt gespeeld. Onderweg verzamelt Link allerlei voorwerpen en kennis.
Waar Ocarina of Time muziek gebruikte voor vele puzzels, gebruikt Majora's Mask zowel muziek als vele maskers (waarvan vier Links gedaante veranderen).
De muziek van Majora's Mask werd zoals gebruikelijk gecomponeerd door Koji Kondo, met uitzondering van enkele muziekstukken voor de eindbazen, deze muziek is gecomponeerd door Toru Minegishi. Koji Kondo verzorgde wel de muziek voor de allerlaatste eindbaas.
In Majora's Mask speelt de speler gedurende het hele spel met Young Link (jonge Link). Hoewel Link maar een kind is, wordt hij meerdere malen aangesproken met 'sir', bijvoorbeeld door de poortwachters van Clock Town. Adult Link (volwassen Link) maakt ook een keer zijn opwachting in de vorm van een masker, genaamd Fierce Deity Link.
Vele personages uit The Legend of Zelda: Ocarina of Time zijn ook in Majora's Mask te zien, maar met andere namen en beroepen.

## Maskers
In dit spel moet Link in totaal 24 maskers verzamelen (28 indien de remain-maskers van de bazen worden meegerekend, hieronder vetgedrukt). De maskers zijn:
- Deku Mask
- Great Fairy Mask
- Blast Mask
- Bremen Mask
- Kafei's Mask
- Bunny Hood
- Odolwa's Remains
- Mask of Scents
- Kamaro Mask
- Goron Mask
- Goht's Remains
- Don Gero's Mask
- Stone Mask
- Zora Mask
- Gyorg's Remains
- All-night Mask
- Keaton Mask
- Postman's Hat
- Garo Mask
- Romani Mask
- Mask of Truth
- Captain's Hat
- Gibdo Mask
- Circus Leader's Mask
- Couple's Mask
- Giant's Mask
- Twinmold's Remains
- Fierce Deity Mask

## Link's verschillende vormen
In dit spel kan Link verschillende vormen krijgen door maskers op te zetten. Deze vormen zijn:

### Deku Link
Link neemt de Deku-vorm aan als hij het Deku Mask (Deku-masker) opzet. Met dit masker kan hij verschillende handige dingen doen, zoals:
- In een Deku Flower (Deku-bloem) springen en gelanceerd worden, waarna hij een korte periode kan zweven
- Ronddraaien om vijanden te doden
- Over water 'hoppen'
- Een luchtbel afschieten

Links ocarina verandert in de Deku-vorm in een soort trompet.

### Goron Link
Link neemt de Goron-vorm aan als hij het Goron Mask (Goron-masker) opzet. Met dit masker kan hij verschillende dingen doen, zoals:
- Heel snel rollen, als een soort bal, en hoge snelheden aangaan
- Een combinatie van hevige klappen uitgeven
- Op de grond beuken
- Als enige vorm van Link een Powder Keg (soort bom) dragen

Links ocarina verandert in de Goron vorm in trommels.

### Zora Link
Link neemt de Zora-vorm aan als hij het Zora Mask (Zora-masker) opzet. Met dit masker kan hij verschillende dingen doen, zoals:
- Snel en diep door water zwemmen
- De vinnen aan zijn arm afschieten die lijken op boemerangs vanaf zijn ellebogen
- Door op R te drukken tijdens het zwemmen een energieveld om zich heen maken

Links Ocarina verandert in de Zora-vorm in een gitaar.

### Oni Link/Fierce Deity Link
Deze vorm is de machtigste vorm van Link, en wordt behaald door alle maskers te halen, en ze af te staan bij de maan, door allerlei parcoursen te doen. Na alle parcoursen te hebben gedaan en alle maskers af te staan, is er nog één iemand over, die zit bij de boom: degene die Majora's Mask draagt. Als de speler met hem praat, krijg die het Fierce Deity Masker. In dit masker ziet Link eruit als Adult Link uit Ocarina of Time met andere kleuren. Hij is nu voornamelijk wit met groen en hij heeft witte ogen. Link heeft nu geen schild, omdat hij zijn zwaard met twee handen moet vasthouden. Link kan magische disks met scherpe randen eraan afschieten die goed van pas komen in het gevecht tegen Majora.
Het Fierce Deity-masker kan eigenlijk alleen gebruikt worden in Boss-gevechten, maar door middel van glitches kan de speler Fierce Deity ook op andere plekken gebruiken.

## Ocarina of Time liedjes
In Majora's Mask is de Ocarina of Time ook weer een item. Dit keer wordt hij vooral gebruikt om door de tijd te reizen, in tegenstelling tot Ocarina of Time, waar hij gebruikt werd om het Master Sword te krijgen.
De liedjes van de Ocarina in Majora's Mask:
- Song of Time
- Song of Healing
- Sonata of Awakening
- Song of Soaring
- Oath to Order
- Goron Lullaby
- Epona's Song
- New Wave Bossa Nova
- Song of Storms
- Elegy of Emptiness

## Tingle
Nieuw in dit spel is de 'fee' Tingle. Tingle is een 35 jaar oude man in een groen pakje, die denkt dat hij een fee is, terwijl hij dat eigenlijk niet is. Hij wordt overal in Termina gezien, hangend aan zijn rode ballon. Als de speler zijn ballon kapot schiet, verkoopt hij landkaarten van de plaatsen in Termina.
Tingle is ook in latere spellen teruggekomen.
Als de speler met de Picto Box een foto van Tingle maakt en die aan zijn vader (die de fotowedstrijd houdt) geeft, vertelt hij dat hij Tingle misschien een beetje te veel verwend heeft toen hij klein was en dat Tingle daarom zo raar doet.

## Ontvangst
| Game             | GameRankings | Metacritic |
| ---------------- | ------------ | ---------- |
| Majora's Mask    | (N64) 91,95% | (N64) 95   |
| Majora's Mask 3D | (3DS) 90,39% | (3DS) 89   |

## Trivia
- De 'Mask Man' - de man die Link vraagt om Majora's Mask terug te brengen - heeft op zijn rugzak diverse maskers, waaronder een masker van Mario.
- Het spel is opgenomen in het boek 1001 Video Games You Must Play Before You Die van Tony Mott.
- Nadat zijn voorganger Ocarina of Time in 2011 als remake is uitgekomen op de Nintendo 3DS, hebben fans een campagne - genaamd: Project Moonfall - opgezet, waarmee zij Nintendo hebben gevraagd om ook Majora's Mask als remake uit te brengen. In 2015 is er dan ook een remake uitgekomen voor de Nintendo 3DS.
- Majora's Mask's remake op de Nintendo 3DS is in Europa gelijktijdig uitgebracht met de New 3DS. Er is dan ook een speciale versie (special edition) van de New 3DS uitgebracht in de stijl van Majora's Mask.